# Šéfovy slané čokoládové koule
Šéfovy slané čokoládové koule (v anglickém originále Chef's Chocolate Salty Balls) je devátý díl druhé řady amerického komediálního animovaného televizního seriálu Městečko South Park.

## Děj
V South parku se koná první filmový festival s nezávislými filmy. Do města kvůli tomu přijíždí lidé z Los Angeles a šéf si pro ně otevře restauraci se slanými čokoládovými koulemi. Pan Hankey volá o pomoc z kanálu a hoši se za ním vydají. Zjistí, že turisti, jedící kuskus, tofu a syrovou zeleninu, čímž mu ničí životní prostředí. Lidé mezitím začnou být z velkého množství turitů zklamaní, ale lidé z L.A. ve městě postaví restauraci Planet Hollywood a slibují, že se tu bude každý rok konat filmový festival. Kluci donesou pana Hankeyho na slavnostní otevření, ale když se pan Hankey pokusí upozornit na problémy, je zahozen. Proberou ho až Šéfovy čokoládové koule, které z něj udělají kouzelníka. Hankey pomocí kouzel vytáhne veškerý odpad z kanalizací na povrch, čímž zničí restauraci a vyděsí lidi z Los Angeles tak moc, že je donutí se vrátit.